# Hanau (province)
Pour les articles homonymes, voir Hanau (homonymie).
Le Hanau ou, en forme longue, la province de Hanau (en allemand : Provinz Hanau) était une province de la principauté-électorale (Kurfürstentum) de Hesse-Cassel.
Sa capitale était Hanau.

## Histoire
Créée en 1821, la province succède à la principauté de Hanau.
De 1848 à 1852, elle porte le nom de district de Hanau (Bezirk Hanau).
Elle est dissoute en 1868, avec l'annexion de la principauté-électorale de Hesse-Cassel par le royaume de Prusse.

## Territoire
La province recouvrait l'ancienne principauté de Hanau, à l'exception des territoires suivants :
- Les bailliages de Babenhausen (Amt Babenhausen), Rodheim (Amt Rodheim) et Ortenberg (Amt Ortenberg) ;
- Les communes de Vilbel, Burg-Gräfenrode[1], Assenheim[2], Heuchelheim[3], Münzenberg, Trais[4], Ortenberg, Hergershausen[5] et Sickenhofen[6].

Elle comprenait, en outre :
- Les communes de Großauheim[7], Großkrotzenburg et Oberrodenbach[8] ainsi que Praunheim[9] ;
- Une partie de l'ancienne principauté d'Isembourg, à savoir : les juridictions de Diebach, Langenslbold, Meerholz, Lieblos, Wächtersbach, Spielberg et Reichenbach ainsi que le bailliage de Wolferborn.

## Composition
La province était divisée en quatre cercles :
- Le cercle de Hanau (Kreis Hanau) ;
- Le cercle de Gelnhausen (Kreis Gelnhausen) ;
- Le cercle de Salmünster (Kreis Salmünster) ;
- Le cercle de Schlüchtern (Kreis Schlüchtern).

Le 1er janvier 1830, le cercle de Salmünster fut dissous et son territoire réparti entre les cercles de Gelnhausen et de Schlüchtern.